# Cunard Line
«Кунард Лайн» (анг. Cunard Line, ранее англ. Cunard Steamship Line Shipping Company) — британская компания-оператор трансатлантических и круизных маршрутов океанских лайнеров. Первая трансатлантическая компания.

## История
Названа по имени одного из основателей — Сэмюэля Кунарда. В пай вошли Джордж Беренс и Дэвид Макивер (оба судовладельцы) — £270 тысяч, доля Кунарда — £55 тысяч.
4 мая 1839 года Кунард подписал с правительством Великобритании контракт на осуществление регулярных почтовых перевозок через Атлантику. Согласно условиям договора правительство обязывалось выплачивать компании £60 тысяч в год, а Кунард — поставить три парохода на линию.
Первое из четырёх судов компании — Britannia — отправилось в плавание на регулярную линию Ливерпуль — Галифакс — Бостон 4 июля 1840 года.

Между 1841 и 1843 годом Джадкинс, капитан лайнера «Колумбия», принадлежащего компании Кунарда, предложил своему боссу учредить приз, который вручался бы лайнеру, пересекшему Атлантический океан за рекордное время. Кунард понял возможную выгоду от этой затеи, назвав приз «Голубая лента Атлантики». На мачте судна-рекордсмена вывешивался голубой вымпел, а команда получала денежное вознаграждение. 

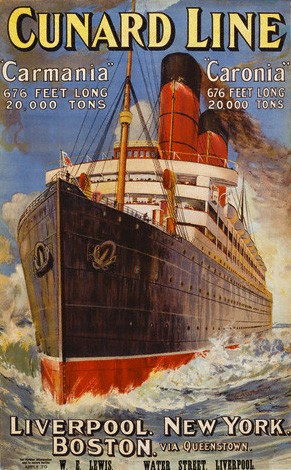
Рекламный плакат 1905 года

До 1850 года компания не знала конкуренции, но затем появилась американская компания «Коллинз Лайн», щедро финансируемая правительством США. Как раз в это время Кунард был вынужден ссудить 11 своих судов ВМФ для использования против России, что позволило американцам добиться первенства в трансатлантических перевозках. Однако после отказа правительства США от субсидирования «Колинз Лайн» прекратила своё существование.
В 1914—1916 годах Cunard Line отстроила фешенебельную штаб-квартиру на морской набережной Ливерпуля. Это многоэтажное офисное здание, известное как Кьюнард-билдинг, до сих пор служит одной из визитных карточек морского фасада Ливерпуля.
В 1931 году, уже имея на стапеле заложенную RMS Queen Mary, компания попала в трудное финансовое положение (экономический кризис). Используя эту ситуацию Чемберлен отказал выделить компании кредит, требуя чтобы она объединилась с «Уайт Стар лайн», чего и добился в 1933 году. 30 декабря 1933 года обе компании подписали соответствующее соглашение, при этом «Кунард Лайн» получила 68 % акций. После этого правительство Великобритании выделило кредит в размере £9,5 млн. (билль от 27 марта 1934 года).
Объединенная компания стала называться «Кунард Уайт Стар Лайн» (англ. Cunard White Star Line Ltd).
До 1957 года суда выходили в море под сдвоенным штандартом компаний «White Star Line» и «Кунард Лайн». К 1958 году «Кунард Лайн» выкупила остатки акций, и компания «White Star Line» прекратила своё существование.
Осенью 1998 года Carnival Corporation купила контрольный пакет акций «Кунард Лайн» — соединив её с Seabourn Cruise Line. Главой новообразованной компании Cunard Line Ltd стал Ларри Пименталь (англ. Larry Pimentel).
В феврале 2001 года этот пост заняла Памела Коновер (англ. Pamela Conover).
В 2011 году суда компании сменили кормовой флаг с британского, на флаг Бермудских островов. Причиной этого называется возможность для капитана корабля проводить свадебные церемонии на борту (в отличие от Великобритании, на Бермудах это разрешено). Кунард Лайн работал под британским флагом с 1840 года и являлся гордостью страны.
По состоянию на 2016 год, «Кунард Лайн» является единственной компанией, осуществляющей регулярные пассажирские рейсы через Атлантику (линия Саутгемптон — Нью-Йорк).

### Исторические лайнеры
| Название               | Примечания | Судоверфь                                                       | Дата закладки                                    | Спуск на воду        | Ввод в строй      | Судьба                                                                    |
| ---------------------- | --- | --------------------------------------------------------------- | ------------------------------------------------ | -------------------- | ----------------- | ------------------------------------------------------------------------- |
| Acadia                 | после продажи имена: |                                                                 |                                                  | 1840                 |                   | разобрана на металл                                                       |
| Alaunia                | |                                                                 |                                                  | 9 июня 1913 года     |                   | гибель в результате подрыва на мине                                       |
| Albania                | |                                                                 |                                                  | 17 апреля 1920 года  |                   | продана                                                                   |
| Ambassador             | |                                                                 |                                                  |                      |                   |                                                                           |
| Andania (I)            | |                                                                 |                                                  |                      |                   |                                                                           |
| Andania (II)           | |                                                                 |                                                  |                      |                   |                                                                           |
| Antonia                | |                                                                 |                                                  |                      |                   |                                                                           |
| RMS Aquitania          | Единственный пассажирский лайнер, принявший участие в обеих мировых войнах.                                                                                                 | John Brown & Company                                            |                                                  | 21 апреля 1913       | 30 мая 1914       | Разобрана на металл в 1950-м году                                         |
| Ascania (I)            | |                                                                 |                                                  |                      |                   |                                                                           |
| Ascania (II)           | |                                                                 |                                                  |                      |                   |                                                                           |
| Aurania (III)          | |                                                                 |                                                  |                      |                   |                                                                           |
| Ausonia                | |                                                                 |                                                  |                      |                   |                                                                           |
| Berengaria             | |                                                                 |                                                  | 23 мая 1912          |                   | Разобрана на металл                                                       |
| Bothnia                | |                                                                 |                                                  |                      |                   |                                                                           |
| Britannia              | | Robert Duncan & Company in Greenock, Scotland                   | продана 1840 Германии переименована в Barbarossa | 5 февраля 1840 года  |                   | Погибла как мишень для учебных торпедных стрельб                          |
| Caledonia              | Построена в 1840, в составе Cunard Line 1840 -1850, в 1850 продана в Испанию и в следующем году затонула недалеко от Гаваны.en:Britannia-class steamship#cite ref-gibbs 2-7 |                                                                 | 1840                                             |                      |                   | разобрана на металл                                                       |
| Campania               | |                                                                 |                                                  |                      |                   | Затонула в 1918 году, из-за столкновения с другим лайнером.               |
| Carinthia (II)         | |                                                                 |                                                  |                      |                   |                                                                           |
| Carinthia (III)        | |                                                                 |                                                  |                      |                   |                                                                           |
| Carmania (I)           | |                                                                 |                                                  |                      |                   |                                                                           |
| Carmania (II)          | |                                                                 |                                                  |                      |                   |                                                                           |
| Caronia (I)            | |                                                                 |                                                  |                      |                   |                                                                           |
| Caronia (II)           | |                                                                 |                                                  |                      |                   |                                                                           |
| Carpathia              | Приняла сигнал SOS с "Титаника" и первой подошла к месту кораблекрушения | Swan Hunter & Wigham Richardson                                 |                                                  | 6 августа 1902 года. | 17 июля 1918      | Затонула, после попадания в неё трёх немецких торпед.                     |
| Columbia               | |                                                                 |                                                  | 1840                 |                   | Погибла на скалах в 1843                                                  |
| Etruria                | |                                                                 |                                                  |                      |                   | на лом 1910.                                                              |
| Franconia (I)          | |                                                                 |                                                  |                      |                   |                                                                           |
| Franconia (II)         | |                                                                 |                                                  |                      |                   |                                                                           |
| Franconia (III)        | |                                                                 |                                                  |                      |                   |                                                                           |
| Ivernia                | |                                                                 |                                                  |                      |                   |                                                                           |
| Ivernia (II)           | |                                                                 |                                                  |                      |                   |                                                                           |
| Laconia (I)            | |                                                                 |                                                  |                      |                   |                                                                           |
| Laconia (II)           | |                                                                 |                                                  |                      |                   |                                                                           |
| Lancastria             | |                                                                 |                                                  | 31 мая 1920          |                   | Затонула в 1940 году у берегов Франции.                                   |
| Lucania                | |                                                                 |                                                  | 2 февраля 1893       |                   | Сгорела в 1909 году.                                                      |
| Lusitania              | В крушении погибли 1198 человек | John Brown & Co. Ltd в Клайдбанке, Шотландия                    |                                                  | 6 июня 1906          | 7 мая 1915        | Затонул в 1915 году в результате торпедной атаки немецкой подводной лодки |
| Mauretania             | Самый быстрый лайнер в 1909—1929 годах | Swan, Hunter & Wigham Richardson в Уоллсенде, Ньюкасл-апон-Тайн |                                                  | 20 сентября 1906     | 16 ноября 1907    | Разобрана на металл                                                       |
| Mauretania (II)        | |                                                                 |                                                  |                      | 1939              |                                                                           |
| Media                  | |                                                                 |                                                  |                      |                   |                                                                           |
| Oregon                 | перекуплен у Гайон Лайн |                                                                 |                                                  | 1883                 |                   |                                                                           |
| Pannonia               | |                                                                 |                                                  |                      |                   |                                                                           |
| Parthia                | |                                                                 |                                                  | 1856                 |                   | продана                                                                   |
| Parthia (II)           | |                                                                 |                                                  | 1870                 |                   |                                                                           |
| Queen Elizabeth (1940) | | John Brown & Company                                            |                                                  | 27 сентября 1938 г.  | 1940              | затонул 9 января 1972 г.                                                  |
| Queen Elizabeth 2      | Принимала участие в Фолклендской войне | John Brown & Company                                            |                                                  | 20 сентября 1967     | 2 мая 1969        | Превращена в плавучую гостиницу                                           |
| Queen Mary (1936)      | | John Brown & Company                                            | 1 декабря 1930 г.                                | 26 сентября 1934 г.  | 26 мая 1936       | Превращена в плавучий музей и гостиницу                                   |
| Queen Mary 2 (2004)    | | Chantiers de l’Atlantique                                       | 4 июля 2002 г.                                   | 21 марта 2003 г.     | 12 января 2004 г. |                                                                           |
| Royal George           | |                                                                 |                                                  |                      |                   |                                                                           |
| Samaria (II)           | |                                                                 |                                                  |                      |                   |                                                                           |
| Saxonia                | |                                                                 |                                                  |                      |                   |                                                                           |
| Saxonia (II)           | |                                                                 |                                                  |                      |                   |                                                                           |
| Scythia Скифия         | продана использовалась как кабелеукладчик | «Роберт Нейпр энд Санз»                                         |                                                  | 1862                 |                   | посадка на камни и гибель                                                 |
| Scythia (II)           | |                                                                 |                                                  |                      |                   |                                                                           |
| Slavonia               | |                                                                 |                                                  |                      |                   |                                                                           |
| Sylvania (II)          | |                                                                 |                                                  |                      |                   |                                                                           |
| Servia                 | Первое судно в истории компании, имевшее электрическое освещение |                                                                 |                                                  | 1881                 |                   | В 1902 году продан на слом.                                               |
| Tuscania               | |                                                                 |                                                  |                      |                   |                                                                           |
| Ultonia                | |                                                                 |                                                  |                      |                   |                                                                           |
| Umbria                 | |                                                                 |                                                  | 1884                 | 1885              | на слом 1910.                                                             |

## Текущий флот компании
| Корабль         | Дата спуска | На службе   | Тип              | Тоннаж     | Флаг    | Примечания | Изображения |
| --------------- | ----------- | ----------- | ---------------- | ---------- | ------- | ---------- | ----------- |
| Queen Mary 2    | 2003        | 2004—н.в.   | Океанский лайнер | 149,215 ВТ | Бермуды |            |             |
| Queen Victoria  | 2007        | 2007—н.в.   | Круизное судно   | 90,049 ВТ  | Бермуды |            |             |
| Queen Elizabeth | 2010        | 2010—н.в.   | Круизное судно   | 90,901 ВТ  | Бермуды |            |             |
| Queen Anne      | 3 мая 2024  | 3 июня 2024 | Круизное судно   | 113,300 ВТ | Бермуды |            |             |

## В художественной литературе
Компания Cunard Line предлагала Жюлю Верну во время работы над романом «Вокруг света за 80 дней» (печатавшимся в журнале по частям по мере написания) гонорар за то, чтобы его персонаж Филеас Фогг воспользовался при переезде через Атлантику услугами Cunard Line. Жюль Верн отказался: в романе Филеас Фогг на данном этапе путешествия принуждает владельца частного судна продать ему свой корабль.
В одном из последних рассказов Конан Дойля о Шерлоке Холмсе, «Знатный клиент» (1924), упоминается вымышленный пароход компании Cunard Line под названием «Руритания» (очевидно, авторский намек на известные суда компании под такими названиями, как «Мавритания», «Лузитания», «Аквитания»).